# Leucopholis cingulata
Leucopholis cingulata är en skalbaggsart som beskrevs av Sharp 1881. Leucopholis cingulata ingår i släktet Leucopholis och familjen Melolonthidae. Inga underarter finns listade i Catalogue of Life.